# Nátrium-fluorid
A nátrium-fluorid egy ionos vegyület NaF képlettel. Színtelen, szilárd anyag, melyet főleg fluoridforrásként használnak különböző célokra. A nátrium-fluorid kevésbé drága és higroszkópos, mint a kálium-fluorid, ennek ellenére a kálium-fluoridot szélesebb körben használják. A VIII. Magyar Gyógyszerkönyvben  Natrii fluoridum     néven hivatalos.  

## Kémiai szerkezet és felhasználás
A NaF kristályszerkezete hasonló a nátrium-kloridéhoz; benne mind a Na+, mind a F− oktaéderes elrendeződést mutat.
Gyakran használják fluoridok előállításának reagenseként. Más fluoridokhoz hasonlóan szerves szintetikus deszililezési reakciókban használják.

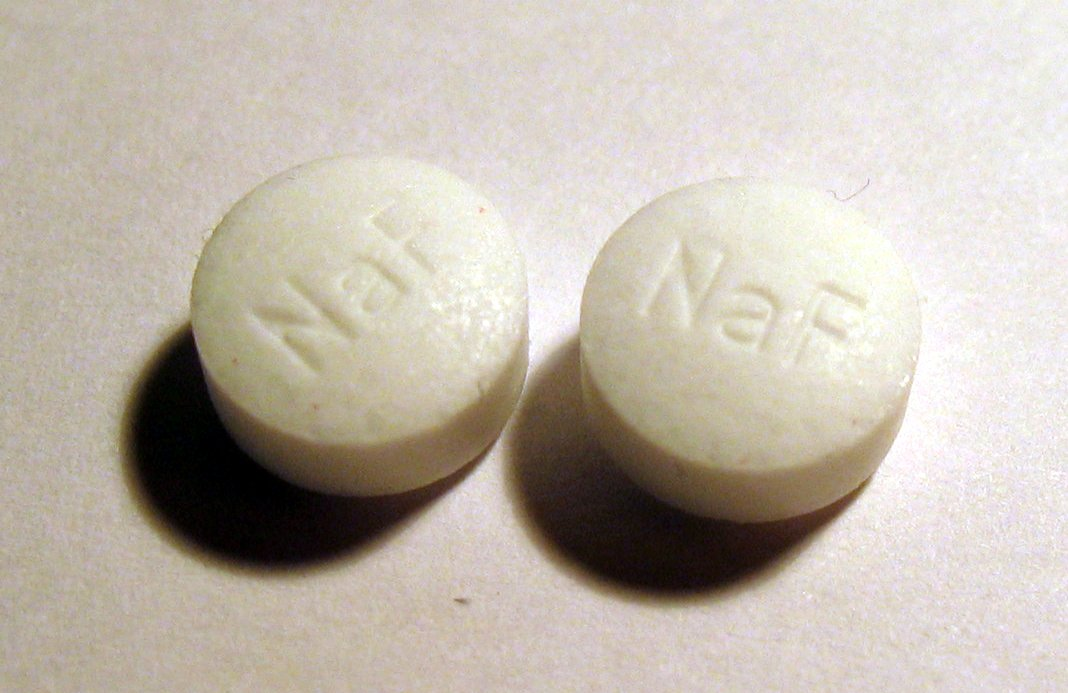
A nátrium-fluoridot a fogszuvasodás megelőzése érdekében tabletta kiszerelésben hozzák forgalomba.

A fluoridsókat széleskörűen alkalmazzák fogszuvasodás elleni védelemben. A legtöbb fogkrém hasonló célból tartalmaz nátrium-fluoridot.
A nátrium-fluorid a fogzománcot ellenállóbbá teszi a savakkal szemben, melyeket a plakkokban lévő baktériumok cukrokból állítanak elő, elősegíti a remineralizációt, gátolja a fogszuvasodást okozó mikroorganizmusok savtermelését és tevékenységét. 
A fluorid kalcium-foszfáthoz való nagyfokú affinitása következtében minden kalcium-foszfát tartalmú szövetbe beépül. A csontokba beépülő és ott felhalmozódó fluorid növeli az apatitkristályok méretét, csökkenti oldékonyságukat, ezáltal csontstabilizáló hatású. A fogzománc hidroxi-apatit kristályaiban is helyettesíteni képes a hidroxil-csoportot, így savaknak ellenállóbb zománc alakul ki. Az elfogyasztott fluor növeli a nyál fluortartalmát, ez elősegíti a nyál által végzett remineralizációt.
A nátrium-fluoridot használják antibiotikumokban, patkánymérgekben és kerámiákban is.